# 1601 en science
| Années de la science : 1598 - 1599 - 1600 - 1601 - 1602 - 1603 - 1604    |
| Décennies de la science : 1570 - 1580 - 1590 - 1600 - 1610 - 1620 - 1630 |

Cet article présente les faits marquants de l'année 1601 en science.

## Événements
- 26 août : Olivier van Noort (1558 - 1627) boucle sa circumnavigation du monde[1].

- Jean Robin (1550-1629), botaniste français, jardinier du roi, introduit le robinier faux-acacia en France[2]. L'arbre, aujourd'hui situé Square René Viviani[3],[4], est réputé être le plus vieil arbre de Paris.

- Kepler (1571 - 1630) succède à Tycho Brahe (1546 - 1601) comme mathématicien impérial et astronome à la cour de l’empereur Rodolphe II à Prague. Il dispose des registres des observations réunies pendant 21 ans par son prédécesseur[5].

## Publications

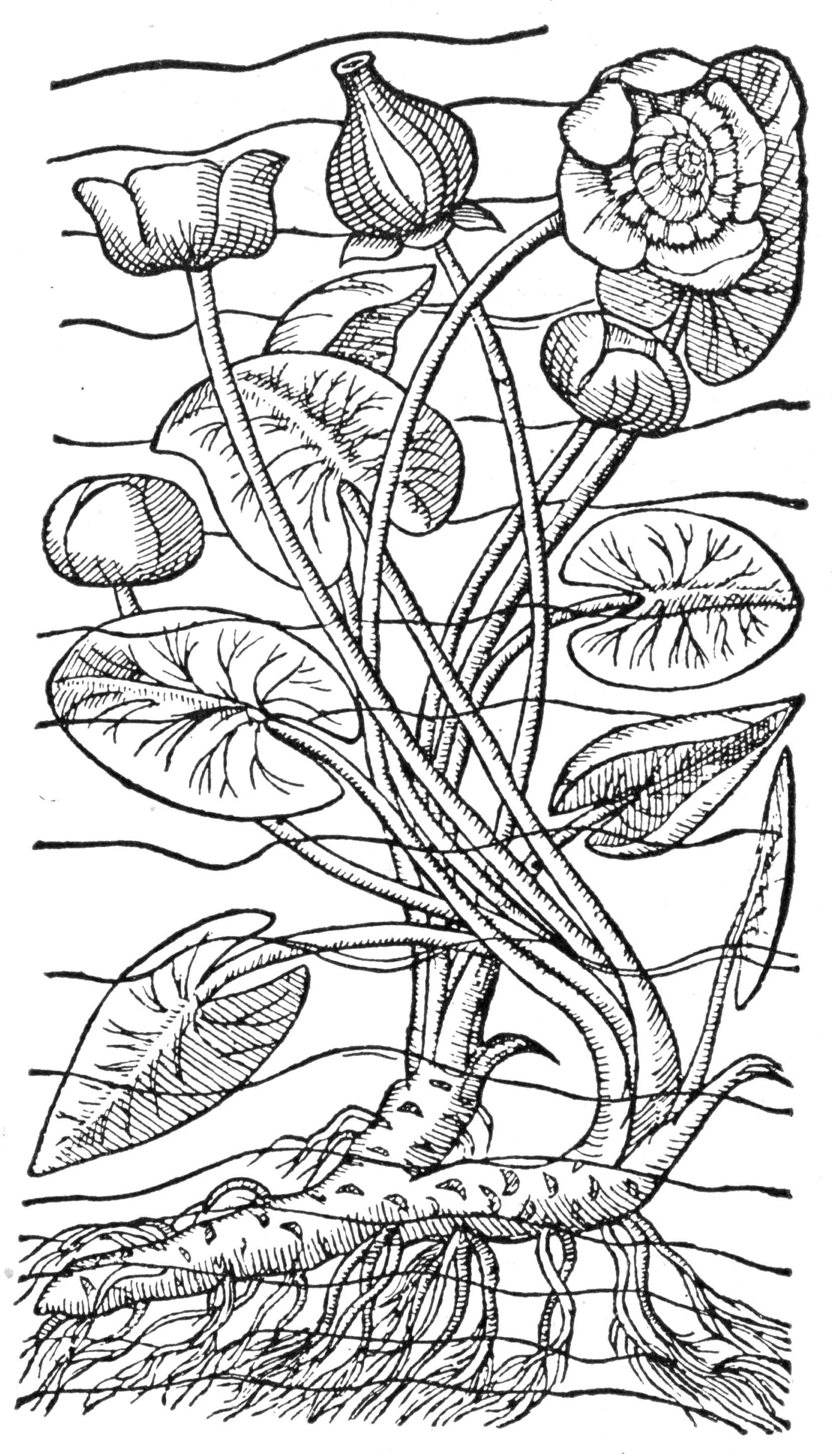
Nuphar lutea - Lithographie tirée du Rariorum plantarum

- Jean Bauhin : L'Histoire des merveilleux effets qu'une salubre fontaine, située au village de Lougres, a produits pour la guérison de plusieurs maladies en l'an 1601 ;
- Andrea Cesalpino : Ars medica, Rome, 1601 ;
- Charles de l'Écluse : Rariorum plantarum historia, traité de botanique et de mycologie ;
- Johannes Kepler : De fundamentis astrologiae certioribus, 1601. Sur l’astrologie ;
- Jean Robin : Catalogus stirpium tam indigenarum quam exoticarum ;
- Olivier de Serres : Traité d'Agriculture.

## Naissances
- 16 janvier : Nathan d'Aubigné (mort en 1669), médecin, mathématicien et astrologue français.
- 2 mai : Athanasius Kircher (mort en 1680), jésuite, graphologue, orientaliste, esprit encyclopédique et scientifique allemand.
- 17 août ou 1607/8[6] : Pierre de Fermat (mort en 1665) mathématicien français.
- 7 octobre : Florimond de Beaune (mort en 1652), mathématicien amateur français qui produisit la première introduction notable à la géométrie cartésienne (de Descartes).

## Décès
- 31 août : Gian Vincenzo Pinelli (né en 1535), humaniste, botaniste, bibliophile et collectionneur d'instruments scientifiques italien.
- 24 octobre : Tycho Brahe (né en 1546), astronome danois. Il est connu pour avoir produit un modèle d’univers cherchant à combiner le système géocentrique de Ptolémée et héliocentrique de Nicolas Copernic.